# Reggie Morris
Pour les articles homonymes, voir Morris.
James Reginald Morris, connu sous le nom de scène Reggie Morris, né le 25 juin 1886 dans le New Jersey et mort le 16 février 1928 à Los Angeles, en Californie, d'un infarctus du myocarde, est un acteur et réalisateur américain.

## Filmographie

### Comme réalisateur
- 1917 : A Counterfeit Scent
- 1917 : False to the Finish
- 1917 : Half and Half
- 1917 : His Foot-Hill Folly
- 1917 : His Hidden Talent
- 1917 : His Fatal Move
- 1917 : His Thankless Job
- 1917 : His Speedy Finish
- 1917 : His Social Rise
- 1917 : Love and Fish
- 1917 : Petticoat Perils
- 1917 : A Finished Product
- 1919 : Back to the Kitchen
- 1919 : Dabbling in Society
- 1920 : Striking Models
- 1920 : Out for the Night
- 1920 : Father's Close Shave
- 1920 : Jiggs in Society
- 1920 : Jiggs and the Social Lion
- 1922 : Young Ideas
- 1922 : The Wall Nut
- 1922 : Simply Shocking
- 1922 : Caesar's Ghost
- 1922 : A Spirited Affair
- 1922 : Cured by Radio
- 1922 : The Janitor's Wife
- 1922 : Papa's Night Out
- 1922 : Are Husbands Happy?
- 1924 : The Reel Virginian
- 1924 : L'as hélas tique (Three Foolish Weeks)
- 1924 : Romeo and Juliet
- 1925 : The Marriage Circus
- 1927 : She Troupes to Conquer
- 1927 : New Faces for Old
- 1927 : The Beloved Rouge
- 1927 : Peter's Pan
- 1927 : Fresh Hair Fiends
- 1927 : The Chin He Loved to Lift
- 1927 : Toupay or Not Toupay
- 1927 : Helene of Troy, N.Y.
- 1927 : Boys Will Be Girls
- 1927 : The Last Nose of Summers
- 1927 : The Permanent Rave
- 1927 : The Beauty Parlor

### Comme acteur
- 1913 : Old Coupons de Anthony O'Sullivan : un homme au comptoir
- 1913 : The Winning Punch de Edward Dillon
- 1914 : Love, Loot and Liquor de Dell Henderson : Percy
- 1914 : It Was Some Party de Edward Dillon : Jack
- 1914 : Liberty Belles de Dell Henderson
- 1914 : Reggie the Daredevil : Reggie
- 1915 : Greed and Gasoline : Reggie, le mari
- 1915 : Sin on the Sabbath : Reggie
- 1915 : Stolen Hearts and Nickels : Reggie
- 1915 : Scandal in the Family de Henry Lehrman
- 1915 : Gertie's Joy Ride de Henry Lehrman : Reggie
- 1915 : A Game of Love : Reggie
- 1915 : Hello, Bill!
- 1915 : Blue Blood and Yellow Backs de Harry Gribbon
- 1915 : Under the Table de John G. Blystone : le jeune mari
- 1915 : Six Months to Live de Ben F. Wilson
- 1915 : Six or Nine de Ben F. Wilson : Jack Darcy
- 1916 : Snoring in High C
- 1916 : The Danger Girl de Clarence G. Badger : Reggie
- 1916 : A Social Cub (en) de Clarence G. Badger : le camarade d'université
- 1916 : Ignatz's Icy Injury
- 1916 : Getting the Goods on Gertie : Reggie
- 1916 : When It Rains, It Pours! de William Wolbert
- 1916 : Dirty Work in a Beanery
- 1916 : Phoney Teeth and False Friends
- 1916 : Gamboling on the Green
- 1916 : Mr. Buddy Briggs, Burglar
- 1916 : A Spring Chicken de Dell Henderson
- 1916 : The Rejuvenation of Aunt Mary de Edward Dillon : Jack Denhan
- 1916 : Gertie's Awful Fix : Reggie
- 1916 : Firing the Butler : le mari
- 1916 : Sea Dogs and Land Rats : Reggie
- 1916 : Knocks and Opportunities : le fleuriste
- 1916 : Gertie's Busy Day : Reggie
- 1916 : Billie's Reformation : le neveu de Billie
- 1916 : Pants and Petticoats : Reggie
- 1917 : His Social Rise : le mari
- 1917 : Love and Fish
- 1917 : A Finished Product
- 1917 : Done in Oil de Charles Avery
- 1917 : A Male Governess de John Francis Dillon
- 1917 : Haystacks and Steeples de Clarence G. Badger : Reginald Smith
- 1918 : The Love Swindle de John Francis Dillon : Horace Sciven